# راجاگیریا
راجاگیریا (به لاتین: Rajagiriya) یک منطقهٔ مسکونی در سری‌لانکا است که در ناحیه کلمبو واقع شده‌است.